# Смъртта на По
Смъртта на По (на английски: The Death of Poe) е независим[необходимо е уточнение] филм от 2006, който разказва трагичната история на мистериозното изчезване и смърт на американския писател и поет Едгар Алън По. Филмът е черно-бял, но на моменти се появява и цвят. Режисьор е Марк Редфийлд, който играе и ролята на По, а сценарият е написан от Стюарт Войтила и отново Редфийлд.
Във филма се използва теорията, че смъртта на По е причинена от насилствено гласуване, която всъщност не е доказана. Дори и днес истинските обстоятелства и причината за смъртта на писателя не са изяснени.